# Elitserien i innebandy för damer 2005/2006
Elitserien i innebandy för damer 2005/2006 var den högsta serien i innebandy i Sverige för damer för säsongen 2005/2006. Elitserien bestod av två serier, Elit norra och Elit södra, som vardera bestod av 8 lag. De fyra främsta i varje serie gick vidare till Superelit medan de fyra sämsta gick till Allsvenskan. Samtliga lag i Superelit gick tillsammans med två lag i Allsvenskan vidare till slutspel. Superelit vanns av Balrog B/S IK medan Iksu blev svenska mästare efter slutspelet och finalvinst mot Rönnby IBK med 6-4 i finalen i Globen.

## Elit norra
De fyra främsta lagen i varje serie gick vidare till Superelit, medan de övriga gick till Allsvenskan.
Lag 1–4: Superelit.
Lag 5–8: Allsvenskan.
|    | Elit norra        | SM | V  | O | F  | ÖV | GM  | IM  | MS   | P  |
| -- | ----------------- | -- | -- | - | -- | -- | --- | --- | ---- | -- |
| 1. | Balrog B/S IK     | 14 | 10 | 1 | 3  | 1  | 81  | 47  | +34  | 32 |
| 2. | Iksu              | 14 | 10 | 1 | 3  | 0  | 107 | 39  | +68  | 31 |
| 3. | IBF Falun         | 14 | 9  | 1 | 4  | 1  | 86  | 50  | +36  | 29 |
| 4. | Hammarby IF       | 14 | 8  | 2 | 4  | 1  | 62  | 43  | +19  | 27 |
|    |                   |    |    |   |    |    |     |     |      |    |
| 5. | IBK Boden         | 14 | 6  | 2 | 6  | 0  | 59  | 49  | +10  | 26 |
| 6. | Örnsköldsviks IBK | 14 | 5  | 0 | 9  | 0  | 63  | 84  | –21  | 15 |
| 7. | IBK Dalen         | 14 | 4  | 1 | 9  | 0  | 42  | 54  | –12  | 13 |
| 8. | Högdalens AIS     | 14 | 0  | 0 | 14 | 0  | 19  | 153 | –134 | 0  |

## Elit södra
De fyra främsta lagen i varje serie gick vidare till Superelit, medan de övriga gick till Allsvenskan.
Lag 1–4: Superelit.
Lag 5–8: Allsvenskan.
|    | Elit södra           | SM | V  | O | F  | ÖV | GM | IM | MS  | P  |
| -- | -------------------- | -- | -- | - | -- | -- | -- | -- | --- | -- |
| 1. | Pixbo Wallenstam IBK | 14 | 13 | 1 | 0  | 0  | 85 | 34 | +51 | 40 |
| 2. | Rönnby IBK           | 14 | 10 | 1 | 3  | 0  | 76 | 35 | +41 | 31 |
| 3. | Karlstad IBF         | 14 | 7  | 2 | 5  | 1  | 63 | 48 | +15 | 24 |
| 4. | Endre IF             | 14 | 7  | 1 | 6  | 0  | 81 | 66 | +15 | 22 |
|    |                      |    |    |   |    |    |    |    |     |    |
| 5. | IBC Engelholm        | 14 | 6  | 0 | 8  | 0  | 49 | 58 | –9  | 18 |
| 6. | Södertälje IBK       | 14 | 4  | 2 | 8  | 0  | 39 | 55 | –16 | 14 |
| 7. | Ingelstad IBK        | 14 | 3  | 2 | 9  | 1  | 48 | 76 | –28 | 12 |
| 8. | IBK Lockerud         | 14 | 1  | 1 | 12 | 1  | 30 | 99 | –69 | 5  |

## Allsvenskan
Alla lag hade med sig extrapoäng beroende på lagets placering i Elit södra/norra. Lagen på plats 5 fick 3 extrapoäng, de på plats 6 fick 2 extrapoäng och de på plats 7 fick 1 extrapoäng. Lagen som kom sista i sin Elit-serie fick ingen extrapoäng med sig. De två främsta lagen gick vidare till kvartskval medan de två sista lagen flyttades ner en division.
Lag 1–2: Slutspel (kvartskval).
Lag 7–8: Nedflyttade.
3 extrapoäng: IBC Engelholm & IBK Boden
2 extrapoäng: Örnsköldsviks IBK & Södertälje IBK
1 extrapoäng: Ingelstad IBK & IBK Dalen
|    | Allsvenskan       | SM | V | O | F | ÖV | GM | IM | MS  | P  |
| -- | ----------------- | -- | - | - | - | -- | -- | -- | --- | -- |
| 1. | IBK Boden         | 7  | 5 | 0 | 2 | 0  | 26 | 17 | +9  | 18 |
| 2. | IBK Dalen         | 7  | 4 | 3 | 0 | 1  | 33 | 14 | +19 | 17 |
|    |                   |    |   |   |   |    |    |    |     |    |
| 3. | IBC Engelholm     | 7  | 4 | 1 | 2 | 1  | 28 | 19 | +9  | 17 |
| 4. | Örnsköldsviks IBK | 7  | 3 | 2 | 2 | 0  | 31 | 26 | +5  | 11 |
| 5. | Södertälje IBK    | 7  | 2 | 2 | 3 | 0  | 29 | 25 | +4  | 10 |
| 6. | Ingelstad IBK     | 7  | 2 | 2 | 3 | 1  | 21 | 24 | –3  | 10 |
|    |                   |    |   |   |   |    |    |    |     |    |
| 7. | IBK Lockerud      | 7  | 2 | 2 | 3 | 0  | 23 | 23 | +0  | 8  |
| 8. | Högdalens AIS     | 7  | 0 | 0 | 7 | 0  | 13 | 56 | –43 | 0  |

## Superelit
Alla lag hade med sig extrapoäng beroende på lagets placering i Elit södra/norra. Lagen på plats 1 fick 3 extrapoäng, de på plats 2 fick 2 extrapoäng och de på plats 3 fick 1 extrapoäng. Lagen som kom på fjärde plats i sin Elit-serie fick ingen extrapoäng med sig. De sex främsta lagen gick direkt vidare till kvartsfinal medan de två sämsta lagen gick till kvartskval.
Lag 1–6: Slutspel (kvartsfinal).
Lag 7–8: Slutspel (kvartskval).
3 extrapoäng: Balrog B/S IK & Pixbo Wallenstam IBK
2 extrapoäng: Iksu & Rönnby IBK
1 extrapoäng: IBF Falun & Karlstad IBF
|    | Elitserien           | SM | V | O | ÖV | F | GM | IM | MS  | P  |
| -- | -------------------- | -- | - | - | -- | - | -- | -- | --- | -- |
| 1. | Balrog B/S IK        | 7  | 6 | 0 | 1  | 0 | 31 | 14 | +17 | 21 |
| 2. | Pixbo Wallenstam IBK | 7  | 4 | 1 | 2  | 1 | 32 | 21 | +11 | 17 |
| 3. | IBF Falun            | 7  | 5 | 0 | 2  | 0 | 33 | 28 | +5  | 16 |
| 4. | Iksu                 | 7  | 4 | 1 | 2  | 0 | 34 | 19 | +15 | 15 |
| 5. | Rönnby IBK           | 7  | 2 | 3 | 2  | 1 | 23 | 23 | +0  | 12 |
| 6. | Endre IF             | 7  | 3 | 0 | 4  | 0 | 35 | 48 | –13 | 9  |
|    |                      |    |   |   |    |   |    |    |     |    |
| 7. | Hammarby IF          | 7  | 0 | 2 | 5  | 1 | 21 | 35 | –14 | 3  |
| 8. | Karlstad IBF         | 7  | 0 | 1 | 6  | 0 | 20 | 41 | –21 | 2  |

## Slutspel

### Kvartskval
- IBK Boden – Karlstad IBF 5–4 (2–3, 3–1 sd)
- IBK Dalen – Hammarby IF 4–6 (0–0, 4–6)

### Kvartsfinaler
- Pixbo Wallenstam IBK –  Rönnby IBK 0–2 i matcher (2–3, 3–4)
- Iksu – IBK Boden 2–0 i matcher (9–0, 5–0)
- Balrog B/S IK – Hammarby IF 2–0 i matcher (5–2, 7–3)
- IBF Falun – Endre IF 2–0 i matcher (6–4, 10–2)

### Semifinaler
- Balrog B/S IK – Rönnby IBK 1–2 i matcher (2–0, 4–5, 1–2 sd)
- IBF Falun – Iksu 0–2 i matcher (1–4, 3–4 sd)

### Final
- Stockholm, Globen (8 147 åskådare), 8 april 2006: Iksu – Rönnby IBK 6–4

Iksu blev svenska mästare 2005/2006.